# Aidan Coffey
Aidan Coffey is een Ierse traditionele accordeonist. Hij is afkomstig uit Bunmahon, County Waterford. Naast de trekzak speelt hij ook highland pipes en uilleann pipes. In 1981 was hij student in de microbiologie aan de universiteit van Cork. Hij ging in 1988 bij de bekende Ierse band De Dannan spelen; hij bleef daar zes jaar.

## Discografie
- 2002 Island to Island met o.a. Seamus Creagh

- 2000 Seamus Creagh & Aidan Coffey

- 2000 Welcome To The Hotel Connemara

- 1994 Irlande met Frankie Gavin en Arty McGlynn

- 1991 Half Set in Harlem

- 1988 Jacket of Batteries